# A puro dolor
«A puro dolor» es el título de una canción interpretada por la banda puertorriqueña Son by Four. Fue escrita por el cantautor panameño Omar Alfanno y lanzada como el sencillo principal del segundo álbum de estudio homónimo Son by Four (2000). Óscar Llord produjo dos versiones de la pista para el álbum; uno como salsa y el otro como balada. La versión balada fue arreglada por Alejandro Jaén. «A puro dolor» se le atribuye popularmente, de manera errónea, al grupo Sin Bandera, por sus similitudes en el estilo de balada.
La canción alcanzó el número uno en el Billboard Hot Latin Tracks y se convirtió en la primera de la lista de mayor duración de su historia, pasando 20 semanas en la cima; este récord lo rompió cinco años después la cantante colombiana Shakira con «La tortura», que estuvo 25 semanas en el número uno. «A puro dolor» también alcanzó a ingresar en el Billboard Hot 100; esto condujo a la grabación de una versión en inglés de la canción titulada «Purest of Pain», que también se registró en los Estados Unidos.
La composición también recibió elogios de la crítica al recibir el Premio Lo Nuestro, el Premio Billboard de la Música y una nominación al Premio Grammy Latino. En 2009, «A puro dolor» fue nombrado el sencillo latino de mejor interpretación de la década de 2000 en los Estados Unidos. Se hicieron dos videos musicales para la balada y las versiones en inglés. El tema fue versionado por el grupo mexicano Dinora y la juventud y la boy band brasileña KLB, los cuales recibieron difusión radial.

## Antecedentes y composición
En 1998, Son by Four lanzó su primer disco, Prepárense. El éxito de los sencillos «Nada» y «No hay razón», distribuidos en Puerto Rico por el sello independiente RJO, captó la atención del CEO de Sony Music, Oscar Llord, quien llegó a un acuerdo con RJO para relanzar el disco y comenzar las sesiones de grabación del próximo álbum. Llord fue el creador de la versión de la balada, que se grabó en su estudio, Extreme Studios en Miami, Florida, que fue la versión que llegó al número 1. El primer sencillo extraído del siguiente disco fue "A Puro Dolor", escrito y arreglado por el productor discográfico panameño Omar Alfanno, con una versión en balada arreglada por Alejandro Jaén. Alfanno, reconocido por su trabajo para cantantes de salsa como Marc Anthony, Víctor Manuelle, Jerry Rivera y Gilberto Santa Rosa estuvo a cargo de la producción del disco. Alfanno declaró que escribió la canción en diez minutos, y que tras el éxito del tema, analizó la composición, pues no entendía cómo «A puro dolor» se hizo tan popular.  La llamó "la Cenicienta de todas sus canciones". Después de su éxito en el mercado latino, Oscar Llord diseñó una versión en inglés de la canción «Purest of Pain»", que se convirtió en un éxito de Billboard Top 40 y actuó junto a N'Sync en los Premios Grammy Latinos de 2001.

## Recepción de la crítica
La canción fue lanzada en 1999. Tuvo mucho éxito con las versiones de balada y tropical/salsa estableciendo un récord de reproducción al aire para un sencillo latino con 23,4 millones de impresiones en esos países. La reacción a la canción fue intensa y se le pidió a Son by Four que grabara una versión en inglés de la canción. Esta versión, titulada «Purest of Pain», se envió a las estaciones de radio de habla inglesa en mayo de 2000. El éxito de la canción tomó por sorpresa al líder de la banda, Ángel López, quien le dijo a la revista Billboard: “Cuando nos dijeron que íbamos a firmar con Columbia para el sencillo, flipamos”. También se grabó una versión ranchera para el público del Regional Mexicano . Sobre la canción, López también declaró que "tiene algo con lo que todo el mundo se puede identificar. Somos adultos, hemos pasado por todo ese [rechazo]. La forma en que la canción llega a la gente es sobresaliente". En la reseña de su álbum para AllMusic, Evan C. Gutiérrez declaró que «A puro dolor» estableció "un estándar increíblemente alto para el resto de la lista de reproducción".
Son by Four recibió siete nominaciones a los Premios Billboard de la Música Latina en 2001 por "Canción Hot Latin del Año", "Canción Pop del Año" y "Canción Tropical/Salsa del Año" («A puro dolor»); "Álbum Tropical/Salsa del Año, Artista Nuevo" y "Álbum Tropical/Salsa del Año, Grupo" (Son by Four); y "Billboard Latin 50 Artist of the Year" y "Hot Latin Track Artist of the Year". Con más nominaciones para Alfanno como "Compositor del Año" y Jaén como "Productor del Año". Son by Four ganó todos los premios y Alfanno ganó el premio a la escritura de la canción.
En los Premios Lo Nuestro de 2001, el grupo ganó seis premios; entre ellos "Canción Pop del Año" y "Canción Tropical del Año". Alfanno también recibió una nominación al Premio Grammy Latino a la Mejor Canción Tropical, que perdió ante «El Niágara en Bicicleta» de Juan Luis Guerra. «A puro dolor» recibió tres premios Billboard Music en 2000 por Canción latina del año, Canción pop latino del año y Canción tropical/salsa del año. En los Premios de Música Latina ASCAP de 2001, Alfanno fue galardonado con "Canción del año" y "Canción pop / balada del año" por su composición de la canción y fue nombrado Compositor del año. En 2015, "A Puro Dolor" ocupó el puesto 35 en la lista de Mejores canciones latinas de todos los tiempos de Billboard.

## Promoción
Para promocionar el sencillo, Son by Four inauguró una presentación en vivo de Ricky Martin en el Madison Square Garden de la ciudad de Nueva York. También dieron un concierto con el trío de R&B Destiny's Child, y se presentaron en los 1.os Premios Grammy Latinos junto a la boy band NSYNC, interpretando el popurrí «A Puro Dolor»/«Purest of Pain» con «This I Promise You»/«Yo Te Voy a Amar». La canción apareció en la entrada de la telenovela mexicana de la cadena de televisión TV Azteca en colaboración con ZUBA Producciones La calle de las novias (2000). Ese año, sirvió como tema de apertura para la telenovela venezolana de la hoy exitinta cadena de televisión RCTV Mis 3 hermanas (2000). En 2000, debido al éxito de la pista en el mercado estadounidense, se les pidió que actuaran en The Tonight Show presentado por Jay Leno. La versión salsera de la canción se incluyó en el álbum de grandes éxitos Salsa Hits (2001) y Lo Esencial (2008) y en el álbum recopilatorio Salsahits 2001 (2000).
Se hicieron dos videos musicales para la canción; el primero para la versión en balada y el otro para la versión en inglés. La versión balada fue dirigida por Felipe Niño. En el video, se muestra al grupo interpretando la canción junto con una orquesta detrás de ellos. Se filma en un escenario donde se muestra a López cantando sus versos, mientras los demás integrantes del grupo, siguen con el coro. Al final del video la gente de la orquesta comienza a aplaudir cuando el grupo termina de cantar. En la versión en inglés del video, la trama es completamente diferente; el video comienza en una tarde nublada después de una tormenta, donde el grupo se encuentra en una habitación blanca. Muestra a López cantando en una escalera cuando luego comienza a llenarse de agua. En la última parte del video, se muestra a Son by Four cantando fuera de la casa después de que terminó la tormenta.

## Rendimiento en listas
«A puro dolor» alcanzó el primer puesto de las listas Billboard Top Latin Songs, Latin Pop Songs y Tropical/Salsa con la canción pasando 20 semanas en el número uno en la lista anterior. Esta carrera en las listas llevó a la canción a ser nombrada el sencillo latino con mejor interpretación de la década de 2000. En la lista antes mencionada, solo cuatro canciones han tenido semanas similares en la cima: «Me enamora» de Juanes, «Te quiero» de Flex y «Bailando» de Enrique Iglesias con Descemer Bueno y Gente de Zona con 20 semanas cada uno; y «La tortura» de Shakira con Alejandro Sanz con 25 semanas no consecutivas en lo más alto. «Purest of Pain», la versión en inglés de la pista, alcanzó el puesto número 26 en el Billboard Hot 100 y ocupó el puesto 61 en los sencillos Billboard Year-End Hot 100 de 2000. Esta exposición llevó al álbum principal a recibir una certificación Gold en Argentina, México, y Estados Unidos. «A puro dolor» ocupó el primer lugar en la lista "Hot Latin Songs 25th Anniversary". «Purest of Pain» también fue un éxito modesto en Europa, donde alcanzó el puesto número 7 y 18 en las regiones de Flandes y Valonia de Bélgica y el número 3 en los Países Bajos.

## Formatos y listas de canciones
| CD maxisencillo |                                                      |          |  |
| N.º             | Título                                               | Duración |  |
| 1.              | «Purest of Pain (A Puro Dolor) [Spanglish]»          | 3:30     |  |
| 2.              | «Purest of Pain (A Puro Dolor) [Bilingual]»          | 3:30     |  |
| 3.              | «Purest of Pain (A Puro Dolor) [Living without you]» | 3:30     |  |

## Listas

### Lista semanal
| Lista (2000-2001)                  | Posición más alta |
| ---------------------------------- | ----------------- |
| Estados Unidos (Hot Latin Songs)   | 1                 |
| Estados Unidos (Latin Pop Airplay) | 1                 |
| Estados Unidos (Tropical Airplay)  | 1                 |

| Listas (2000-2001)                          | Posición más alta |
| ------------------------------------------- | ----------------- |
| Bélgica (Flandes) (Ultratip Bubbling Under) | 7                 |
| Bélgica (Valonia) (Ultratip Bubbling Under) | 18                |
| Países Bajos (Dutch Top 40)                 | 5                 |
| Países Bajos (Mega Single Top 100)          | 3                 |
| Estados Unidos (Billboard Hot 100)          | 24                |
| Estados Unidos (Rhythmic)                   | 21                |

|

### Listas de fin de año
| Lista (2000)                                           | Posición |
| ------------------------------------------------------ | -------- |
| US Billboard Hot 100 "Purest of Pain", English version | 61       |
| US Hot Latin Songs (Billboard)                         | 1        |
| US Latin Pop Songs (Billboard)                         | 1        |
| US Tropical Songs (Billboard)                          | 1        |

| Listas (2001)                  | Posición |
| ------------------------------ | -------- |
| Netherlands (Dutch Top 40)     | 36       |
| Netherlands (Single Top 100)   | 20       |
| US Hot Latin Songs (Billboard) | 17       |
| US Latin Pop Songs (Billboard) | 10       |

### Lista de fin de década
| Lista (2000-09)              | Posición |
| ---------------------------- | -------- |
| Netherlands (Single Top 100) | 95       |

### Lista de todos los tiempos
| Lista (2017)                     | Posición |
| -------------------------------- | -------- |
| US Latin Pop Airplay (Billboard) | 6        |
| US Tropical Airplay (Billboard)  | 19       |
| Lista (2021)                     | Posición |
| US Hot Latin Songs (Billboard)   | 3        |

|}

## Créditos y personal
Los créditos están adaptados de las notas de Son by Four.
- Óscar Llord: Productor ejecutivo
- Omar Alfanno: Composición y producción
- Ángel López: Voz principal
- Son by Four - coro
- Erika Ender - composición ("Purest of Pain")
- M. Llord - composición ("Purest of Pain")

## Otras versiones
En 2000, el grupo mexicano Dinora y la Juventud realizó una versión de «A puro dolor» en cumbia. Su versión alcanzó el puesto cuarenta y seis en la lista Hot Latin Songs y el número quince en la lista Billboard Regional Mexican Songs. El éxito de su versión hizo que el grupo recibiera un premio Lo Nuestro como Nuevo Artista Regional Mexicano del Año. Se filmó un video musical de la canción para el grupo.
En 2002 la cantante Ángela Carrasco incluyó la canción en su álbum "A Puro Dolor".
En 2001, la cantante pop china Coco Lee grabó una versión en chino mandarín titulada «Baby, I'm Sorry» (Baby 對不起) como el sencillo principal de su álbum Promise lanzado ese año. La letra de su versión fue coescrita por Lee junto con Lou Nanwei, mientras que la música sigue siendo la misma composición original de Alfanno. Un video musical fue lanzado el mismo año por Sony Music Entertainment. Su versión se ubicó en el número 35 en la lista Taiwan Yearly Singles Top 100 en 2001.
Piska, un productor y compositor brasileño, escribió la letra de una versión de la canción, que fue grabada por la boy Band KLB y lanzada en su álbum debut homónimo bajo el título "A Dor Desse Amor". Más tarde se lanzó como sencillo y se convirtió en el primer sencillo del grupo en sonar en las estaciones de radio del país. La portada se convirtió en un éxito; fue la décima canción más reproducida en las radios brasileñas en 2000. Un video musical, dirigido por Preta Gil, fue filmado para KLB.
En 2009, Son by Four grabó una nueva versión de la canción para su álbum de estudio Abba Nuestro, que no contó con la participación de López, ya que dejó la banda en 2003. El mismo López grabó una nueva versión de la pista en su álbum de estudio Historias de amor (2010) que presenta una versión de otras composiciones de Alfanno que fue producida por el mismo Alfanno. También lo grabó a dúo con la también cantante puertorriqueña Ana Isabelle en su álbum de estudio Mi Sueño (2010).
Cuatro versos de «A puro dolor» fueron sampleados en la canción «Vacío» de Luis Fonsi y Rauw Alejandro. Fonsi interpretó la canción en vivo en la 69° versión de Miss Universo.